# Road Train
Road Train  (Brasil: Terror Sobre Rodas ) é um filme de terror australiano do ano de 2010, foi escrito por Clive Hopkins e dirigido por Dean Francis.

## Sinopse
Dois casais de jovens, viajando pelas estradas do deserto australiano, sofrem um acidente, o carro onde estavam capotam por culpa da imprudência intencional de um caminhão denominado Road Train. Depois do acidente, procuram o motorista, mas para espanto de todos o caminhão está vazio, aos poucos os jovens descobrem da pior forma, que o caminhão esta possuído pelo mal.

## Elenco
- Bob Morley ... Craig
- Sophie Lowe ... Nina
- Georgina Haig ... Liz
- Xavier Samuel ... Marcus
- David Argue ... The Psycho